# Quận Decatur, Indiana
Quận Decatur là một quận thuộc tiểu bang Indiana, Hoa Kỳ.
Quận này được đặt tên theo Stephen Decatur, Jr.. Theo điều tra dân số của Cục điều tra dân số Hoa Kỳ năm 2000, quận có dân số 24.555 người. Quận lỵ đóng ở Greensburg.6.
Quận Decatur được lập năm 1822 và được đặt tên theo Commodore Stephen Decatur, Jr., một thuyền trưởng hải quân trong chiến tranh Barbary thứ nhất và chiến trah Barbary thứ hai và trong chiến tranh năm 1812.

## Địa lý
Theo Cục điều tra dân số Hoa Kỳ, quận có diện tích 373 dặm vuông Anh (966,1 km2) km2, trong đó có 1 dặm vuông Anh (2,6 km2) km2 là diện tích mặt nước.

### Các xa lộ chính
- Interstate 74
- U.S. Route 421
- Indiana State Road 3
- Indiana State Road 46
- Indiana State Road 48

### Quận giáp ranh
- Quận Rush (bắc)
- Quận Franklin (đông)
- Quận Ripley (đông nam)
- Quận Jennings (nam)
- Quận Bartholomew (tây)
- Quận Shelby (tây bắc)